# Marko Murat
Marko Murat (Šipanska Luka pored Dubrovnika, 30. prosinca 1864. — Dubrovnik, 14. listopada 1944.) bio je akademski slikar i profesor.
Murat je nakon umjetničkih studija u Münchenu, radio u Beogradu, a zatim se u Dubrovniku posvetio brizi o kulturnim spomenicima kao konzervator i nastavio pedagoški rad kao profesor u srednjim školama.
Stvarao je pejzaže (mahom iz okolice Dubrovnika), portrete i povijesne kompozicije. Njegovo najpoznatije djelo je velika povijesna kompozicija „Ulazak (Dolazak) cara Dušana u Dubrovnik“, za koju je dobio brončanu plaketu na svjetskoj izložbi u Parizu 1900. godine.
Murat je jedan od najzaslužnijih što je Knežev dvor proglašen spomenikom kulture, 1919. godine. On je, uz povjesničara i konzervatora Lukše Beritića, zaslužan i što su dubrovačke gradske zidine također proglašene spomenikom kulture, 1921. godine.

## Životopis
Rođen je u obitelji katoličkih Srba u zaseoku Dubrava, u mjestu Luka na otoku Šipanu,. Osnovnu školu i gimnaziju je 1883. godine završio u Dubrovniku, i poslije je tri godine studirao teologiju u Zadru. Njegov crtački talent je uočio ujak dum Vice Palunka (potonji biskup), koji mu je svojim utjecajem omogućio da kao klirik jednom tjedno posjećuje atelje zadarskog franjevca Josipa Rosija. Školski kolega dum Frane Ivanišević ga je potaknuo da nacrta "Sijelo kod Cvijete Zuzorić". Taj rani rad jednog samouka je objavio zagrebački časopis "Vienac", i imao je lijep odjek među čitačkom publikom. Hrvatski mecena umjetnosti baron Ljudevit Vranyczany kome se svidio crtež, ponudio je mladiću stipendiju za münchensku akademiju. Krajem listopada 1887. otišao je na studij u umjetničkoj akademiji u Münchenu u Njemačku i diplomirao je 1893. godine sa slikom „Cveti u Dubrovniku“, urađenom prema postulatima realizma koji su tada bili dominantni na akademiji. Slika je bila izlagana i zapažena na godišnjoj likovnoj smotri u palači Glaspalaste. U Njemačkoj mu je dosta koristilo poznanstvo s velikim dobrotvorom Velimirom M. Teodorovićem. koji mu dodjeljuje četvorogodišnju stipendiju. Od tada počinju njegove veze sa Srbijom, gdje će se po pozivu i nastaniti. Pozvao ga je prijatelj Milenko Vesnić tada ministar financija u Srbiji da dođe u Beograd i bude nastavnik crtanja u gimnaziji. Istovremeno mu je dato jednogodišnje odsustvo da bi usavršio crtanje u Parizu. Kako je ubrzo pala vlada, propao je put u Francusku, pa je Murat postao predavač. Kada mu se nakon nekoliko mjeseci nije više sviđao rad u školi, dao je ostavku i započeo samostalnu umjetničku karijeru. Sudjelovao je 1893. godine na Međunarodnoj izložbi u Münchenu sa svojom slikom. Priredio je u Beogradu posljednjih dana lipnja 1894. godine izložbu svojih radova nastalih u Beogradu, u Građanskoj kasini. U istom prostoru je s uspjehom izlagao 1898. godine. U ovom razdoblju života Murat boravi na relaciji Beograd-Dubrovnik.
U Muratovom stvarateljstvu razlikuju se tri etape ili faze:
1. Planeristička (period školovanja, rada u Dubrovniku i Beogradu do 1914.)[4]
2. Poslijeratna (tematski raspon i kolorit postaje zatvoreniji, naglašava se duševno, mistično, povremeno melankolično)[4]
3. Od tridesetih do kraja života (discipliniranost i harmoničnost u djelima, širi i odvažniji potezi)[4]

### Život u Beogradu
Privremeno se 1894. godine nastanio u Beogradu, gdje je 9. siječnja bio postavljen za privremenog učitelja crtanja i krasopisa u Trećoj beogradskoj gimnaziji. Svoj boravak u Beogradu je iskoristio za slikarske narudžbe. Portretirao je tada dr. Milenka Vesnića; biti će to jedan u nizu brojnih portreta slavnih Srba. Zbog smrti oca određeno vrijeme je boravio u Dubrovniku, a vratio se zbog nove narudžbe. On je u prvoj polovici 1895. godine u Beogradu na kraljevskom dvoru, portretirao srpskog vladara Aleksandra Obrenovića. Portret mladog kralja u generalskoj uniformi, u prirodnoj veličini izradio je za Ministarstvo financija Kraljevine Srbije. Zatim je putovao i boravio radi studija u Rimu i Parizu. Od 1897. godine se na duže nastanio u Beogradu, i tu predavao isprva od listopada 1897. godine u Realki, kao učitelj crtanja. Karijeru srednjoškolskog predavača je nastavio u Trećoj (1907.), pa Drugoj beogradskoj gimnaziji i Umjetničko-zanatskoj školi, a jedno vrijeme (godinu dana 1904.-1905.) je bio i predavač crtanja kraljeviću Aleksandru Karađorđeviću. Godine 1898. u svibnju imao je izložbu u Građanskoj kasini u Beogradu. Samostalnu izložbu umjetničkih djela, inače treću po redu, priredio je lipnja 1904. godine u dvorani beogradske Velike škole. Jedan je od osnivača i glavnih nastavnika beogradske Umjetničke škole 1906. godine. Suosnivač je udruženja "Lada", sa kojim redovno izlaže slike kao i Umjetničko-zanatske škole u Beogradu. Zbog nesporazuma u udruženju, istupio je i prešao u grupu "Medulić" gdje je dominirao kipar Ivan Meštrović. Sudjelovao je na jugoslavenskim izložbama do Prvog svjetskog rada i obavljao poslove tajnika Odbora za organizaciju umjetničkih poslova u Srbiji i Jugoslavenstvu.
U sklopu delegacije koja je predstavljala Kraljevinu Srbiju na Svjetskoj izložbi u Parizu 1900. godine, Marko Murat se predstavio povijesnom kompozicijom „Ulazak (Dolazak) cara Dušana u Dubrovnik“, za koju je nagrađen brončanom plaketom. Pored njega, u delegaciji je sudjelovao i Paja Jovanović sa monumentalnom kompozicijom „Proglašenje Dušanovog zakonika“, za koju je dobio zlatnu plaketu. Sliku vjenčanja cara Dušana poklonio je umjetnik srpskom kralju Petru I. kada je došao na prijestolje 1904. godine. Sva trojica umjetnika, Đoka i Paja Jovanović i Murat, dobili su 1901. godine od predsjednika Francuske republike naziv: "Officier d' Academie". On je naslikao više srpskih nacionalno-povijesnih motiva i time obogatio umjetničku baštinu Srbije.
Murat je 1895. godine nacrtao "Vojislavovu spomenicu", koju je naručio beogradski Odbor za podizanje spomenika pjesniku Vojislavu Iliću. Izradio je 1900. godine povelju Srpske književne zadruge u Beogradu koja je zatim tiskana i umnožena u Leipzigu.
Svoja djela je izlagao u okviru paviljona Kraljevine Srbije na međunarodnoj izložbi u Rimu 1911. godine.

### Život u Dubrovniku
Tijekom Prvog svjetskog rata je bio u Dubrovniku, gdje su ga austrijske vlasti  uhićivale i proganjale (kao Srbin, katoličkog vjerskog opredeljenja). Proveo je to vrijeme u nekoliko zarobljeničkih logora. Interniran je 1915. godine u Austriju, zajedno sa profesorom Jovanom Turomanom. Tijekom austrougarske okupacije Beograda opljačkan je njegov slikarski atelje u Beogradu iz kojeg su odnešene slike. Jedna od tih je bio "Portret dum Ivana Stojanovića". Vratio se veljače 1919. godine u Beograd, gdje je nastavio rad u školi. Ukazom ministra prosvjete od 19. travnja 1921. godine, preko inicijative ministra Ljubomira Davidovića Murat je postavljen za upravnika za „Nadleštvo umjetnosti i spomenike” u Dubrovniku odnosno glavnog konzervatora umjetničko-povijesnih spomenika u Dubrovniku, gdje će ostati do odlaska u mirovinu 1932. godine. Ubrzo je iste godine premješten po svojoj molbi u Učiteljsku školu u Dubrovniku. Murat je ubrzo nakon postavljanja nadležnom ministarstvu dostavio predlog „Zakona za muzeje i starine“, koji je bio predstavljen u Skupštini na razmatranje ali nikada usvojen. Dana 1. lipnja 1919., ministar prosvjete odobrio je Pravilnik Nadleštva kojim je praktički konzervatoru na dubrovačkom području ostavljena neograničena sloboda djelovanja. Time su dubrovački spomenici po prvi put izdvojeni iz općeg režima zaštite spomenika u državi, što se nije dogodilo nikad prije niti poslije. Dubrovački konzervator bio je odgovoran jedino Ministarstvu prosvjete i nikome drugome sukladno članku 3. spomenutog Pravilnika. Zato su odmah postignuti i pozitivni pomaci u gospodarenju starinama: već krajem iste godine Knežev dvor je proglašen spomenikom kulture (do početka 20. stoljeća koristio se u administrativne svrhe), a 1921. potpisan je ugovor između Ministarstva vojske i dubrovačke općine o izmjeni zgrada, pa su tako nakon punih stotinu godina u ruke lokalne zajednice vraćene gradske zidine, palača Sponza, tvrđava Lovrijenac, Posat (gradski jarak), Lazareti na Pločama (karantena), šetalište Brsalje na Pilama i druge znamenitosti.
Uslijed poodmaklih godina i narušenog zdravlja, on je upravu nad „Nadleštvom“ prenio na mlađeg kolegu Kostu Strajnića. Pored administrativnih obaveza na funkciji glavnog konzervatora, imao je vremena i za slikanje.
Bio je jedan od prvih impresionista na slavenskom jugu koji je dosljedno radio u pleneru i tako izradio mnoge pejzaže iz Dubrovnika i njegove okoline a radio je i povijesne kompozicije kao i portrete. S vremenom je njegova paleta postala zatvorenija i likovi plastičniji.
Izlagao je na svim značajnijim izložbama u Jugoslaviji u Beogradu i Zagrebu ali i u inozemstvu u Sofiji, Münchenu, Parizu, Liègeu, Rimu, Beču, Londonu itd. O njemu je pisao i dubrovački književni časopis „Srđ”. Dobio je studenog 1922. godine kraljevski Orden Bijelog orla V. stupnja, a u prosincu 1924. godine kraljevski Orden Sv. Save III. stupnja. Orden Jugoslavenske krune III. reda dobio je 1930. godine.
Tema njegovog rada, naročito u trećoj stvarateljskoj fazi, bio je Dubrovnik, njegova povijest, Sveti Vlaho, pejzaži i viđeniji ljudi, poput Cvijete Zuzorić, Ivana Gundulića i Ruđera Boškovića.
U korespodenciji sa kritičarem dr. Milanom Ševićem tijekom 1932., Murat se žalio da pravoslavni Srbi ne priznaju katoličke Srbe za ”prave Srbe” zbog njihove konfesije.
Početak Drugog svjetskog rata dočekao je bolestan i usamljen u rodnom gradu. Preminuo je 1944. godine.

## Nasljeđe
Beogradsko udruženje ljubitelja umjetnosti "Cvijeta Zuzorić" je 1940. godine svečano obilježilo njegov 70-ti rođendan, prigodnom umjetničkom izložbom radova. Murat je postao pravi član Srpske kraljevske akademije u Beogradu tek u ožujku 1941. godine. Prilikom uvođenja u red akademika, na svečanom skupu pročitao je pristupnu akademsku besjedu: "Kroz slikarstvo u Dubrovniku".
Rukopis njegovog nezavršenog životopisa bio je izgubljen nakon njegove smrti, a pronađen je tek nedavno. najznačajiniji je po tome što detaljno opisuje svakodnevicu Dubrovnika tijekom 1860-ih and 1870-ih. Objavljen je 2007. godine u hrvatskom časopisu Kolo.

## Galerija
- Portret Laze Kostića, 1898.
- Autoportret, 1922.
- Slobodan Jovanović, 1922.
- Portret mlade djevojke u desnom profilu
- Dah dubrovačkog proljeća
- Ruđer Bošković
- Cvijeta Zuzorić
- Sofija Pašković, Galerija Matice srpske
- Ivan Gundulić

## Vanjske poveznice
- Životopis na web-stranici SANU
- Životopis na Arte.rs